# デズフール
デズフール、デズフル（Dezful、ペルシア語: دزفول、[dɛzˈfuːl]、地域の方言ペルシア語: دسفیل、ローマ字の別表記 Dezfūl Dezfool Dīzfūl）は、イラン・フーゼスターン州デズフール郡の都市、郡庁所在地。2011年の国勢調査では、42万人、10万5千戸が住んでいるとされた。2006年当時には、人口は 235,819人であった。
古代文明に遡る歴史のある地域にある都市であり、市内には紀元300年に遡る橋がある

## 歴史
デズフールという地名は、「砦」を意味する「diz」と「橋」を意味する「pul」の2語に由来しており、合わせて「砦に向かう橋」ないし「砦にされた橋」といった意味になる。元々の地名はディズプール (Dizpul) であったが、イスラーム教徒のペルシア征服以降に、デズフールと改められた。
地名の由来となった橋は、全長410メートルの長さがあり、元々はサーサーン朝ペルシアのシャープール1世の統治下で、ローマ帝国の捕虜たちを動員して建設したものである。現代の橋の下には、かつての橋脚の遺構が残されている。

### イラン・イラク戦争
デズフールは、イラクとの国境から100キロメートルほどしか離れておらず、イラン・イラク戦争（1980年 - 1988年）では激戦地のひとつとなった。
戦争の初期段階では、イラクによるイラン侵攻によって陥落した。イラン側の初期の反転攻勢の試みであった1981年のデズフールの戦いではイラン側が敗退したが、1982年春にはイラン側がデズフールの奪回に成功した。
その後も、戦争期間中を通して、繰り返しイラク側からのミサイル攻撃や、航空機による空襲を受けた。
停戦後に国連停戦監視団が国境周辺に展開した際には、地方本部（前線本部）のひとつが置かれた。

### イラン・イスラエル戦争
2025年6月のイスラエルによるイラン攻撃（2025年6月ライジング・ライオン作戦を参照）では、空港に駐機中のF-5戦闘機が空爆を受ける被害が発生している。

## 地理
デズフールは、ザグロス山脈の南方の都市であり、おもな市街地はデズ川の左岸（南東岸）に位置している。デズ川の右岸には、イラン縦貫鉄道の駅やデズフール空港がある。デズフールから上流30キロメートルほどに位置するデズ・ダムは、イラン最大のダムとして1962年に完成したもので、発電とともに農業用水にも利用されており、その完成以降にはデズフール周辺で穀物や綿花の栽培が盛んになっている。

## 気候
デズフールは、高温ステップ気候（ケッペンの気候区分：BSh）に属しており、極端に暑い夏と、穏やかな冬がある。降水量は、イラン南部の中では多い方であるが、降水はほとんどが11月から4月の間に限られており、多い時には月に250ミリメートル (9.8 in)、年に600ミリメートル (24 in)の降水量がある。
| Dezfulの気候           | Dezfulの気候  | Dezfulの気候 | Dezfulの気候 | Dezfulの気候 | Dezfulの気候 | Dezfulの気候 | Dezfulの気候 | Dezfulの気候 | Dezfulの気候 | Dezfulの気候 | Dezfulの気候 | Dezfulの気候 | Dezfulの気候   |
| 月                     | 1月           | 2月          | 3月          | 4月          | 5月          | 6月          | 7月          | 8月          | 9月          | 10月         | 11月         | 12月         | 年             |
| ---------------------- | ------------- | ------------ | ------------ | ------------ | ------------ | ------------ | ------------ | ------------ | ------------ | ------------ | ------------ | ------------ | -------------- |
| 最高気温記録 °C （°F） | 28.0 (82.4)   | 29.0 (84.2)  | 36.0 (96.8)  | 40.5 (104.9) | 46.5 (115.7) | 50.0 (122)   | 53.6 (128.5) | 52.0 (125.6) | 48.0 (118.4) | 43.0 (109.4) | 35.0 (95)    | 29.0 (84.2)  | 53.6 (128.5)   |
| 平均最高気温 °C （°F） | 17.2 (63)     | 19.6 (67.3)  | 24.1 (75.4)  | 30.0 (86)    | 37.5 (99.5)  | 43.7 (110.7) | 46.0 (114.8) | 44.9 (112.8) | 41.7 (107.1) | 34.8 (94.6)  | 26.2 (79.2)  | 19.3 (66.7)  | 32.08 (89.76)  |
| 日平均気温 °C （°F）   | 10.8 (51.4)   | 13.2 (55.8)  | 17.3 (63.1)  | 22.8 (73)    | 29.9 (85.8)  | 35.1 (95.2)  | 37.0 (98.6)  | 35.8 (96.4)  | 32.0 (89.6)  | 25.6 (78.1)  | 17.9 (64.2)  | 12.5 (54.5)  | 24.16 (75.48)  |
| 平均最低気温 °C （°F） | 5.3 (41.5)    | 6.8 (44.2)   | 10.0 (50)    | 14.7 (58.5)  | 20.5 (68.9)  | 23.8 (74.8)  | 26.2 (79.2)  | 25.5 (77.9)  | 21.1 (70)    | 16.2 (61.2)  | 10.8 (51.4)  | 6.8 (44.2)   | 15.64 (60.15)  |
| 最低気温記録 °C （°F） | −9 (16)       | −4.0 (24.8)  | −2 (28)      | 3.0 (37.4)   | 10.0 (50)    | 16.0 (60.8)  | 19.0 (66.2)  | 16.5 (61.7)  | 10.0 (50)    | 6.0 (42.8)   | 1.0 (33.8)   | −2 (28)      | −9 (16)        |
| 雨量 mm （inch）       | 100.6 (3.961) | 60.0 (2.362) | 50.2 (1.976) | 34.5 (1.358) | 9.2 (0.362)  | 0.0 (0)      | 0.2 (0.008)  | 0.0 (0)      | 0.0 (0)      | 7.4 (0.291)  | 39.1 (1.539) | 83.2 (3.276) | 384.4 (15.133) |
| 平均降雨日数           | 9.9           | 8.1          | 8.1          | 6.5          | 3.0          | 0.0          | 0.1          | 0.0          | 0.0          | 2.1          | 6.2          | 8.0          | 52             |
| % 湿度                 | 75            | 68           | 59           | 49           | 32           | 22           | 24           | 28           | 29           | 40           | 59           | 73           | 46.5           |
| 平均月間日照時間       | 131.6         | 158.4        | 192.3        | 217.7        | 272.5        | 325.6        | 322.7        | 317.0        | 291.3        | 234.8        | 158.2        | 121.9        | 2,744          |
| 出典：NOAA (1961-1990) |               |              |              |              |              |              |              |              |              |              |              |              |                |

## 姉妹都市
- レバノン ティルス[20]